# Stylaster moseleyanus
Stylaster moseleyanus är en nässeldjursart som först beskrevs av Fisher 1938.  Stylaster moseleyanus ingår i släktet Stylaster och familjen Stylasteridae. Inga underarter finns listade i Catalogue of Life.